# Магомедов, Ахмед Мусабекович
Ахмед Мусабекович Магомедов (род. 1 января 1987, Кизилюрт, Дагестанская АССР) — российский борец вольного стиля, грепплер.

## Биография
Родился в Кизилюрте. Учился в кизилюртовской школе №1.К занятиям вольной борьбой Ахмеда Магомедова приобщили отец и старшие братья. Едва Ахмеду исполнилось девять лет, отец привел его в ДЮСШ-1 Кизилюрта к тренеру Муртузу Сайгидмагомедову. Позанимавшись несколько лет в родном городе, в 2003 году перспективный атлет перебрался в Хасавюрт, где продолжил совершенствоваться в училище олимпийского резерва. По окончании УОР, вслед за своим нынешним тренером Шамилем Рашидовым, Ахмед перешел в спортшколу им. Ш. Умаханова, которую по сей день и представляет на всех соревнованиях. В юношеском и юниорском возрасте спортсмен не добился каких-либо заметных результатов, довольствуясь призами на турнирах республиканского уровня. Свои выступления среди взрослых Магомедов начал в 2008 году с победы на чемпионате Дагестана. В том же сезоне он занял вторые места на первенстве СКФО и международном турнире памяти Ш. Умаханова. Самым успешным в карьере борца стал 2012 год. Правда, в том сезоне он из-за травм пропустил Гран-при «Иван Ярыгин» и мемориал «Али Алиев», но проявил себя на других соревнованиях, завоевав бронзовые медали чемпионата России в Санкт-Петербурге и студенческого чемпионата мира в Финляндии в весовой категории до 84 кг и победив на Гран-при Греции и командном Кубке европейских наций в составе сборной России. На чемпионате России 2013 года во второй раз стал бронзовым призёром. В 2014 году неудачно выступил на чемпионате России. В 2015 году в Каспийске занял 5 место на чемпионате России. Стал бронзовым призёром чемпионата Европы по грэпплингу 2015 года в итальянском городе Сассари.

## Спортивные результаты
- Чемпионат мира среди студентов 2012 — ;
- Чемпионат России по вольной борьбе 2012 — ;
- Чемпионат России по вольной борьбе 2013 — ;
- Чемпионат России по вольной борьбе 2014 — 16;
- Чемпионат России по вольной борьбе 2015 — 5;
- Чемпионат Европы по грэпплингу 2015 — ;